# Hardrock Gunter
Hardrock Gunter (de son vrai nom Sidney Louie Gunter) est un chanteur, guitariste et compositeur de rhythm and blues et de country music, né le 27 février 1925 à Birmingham, Alabama et décédé le 15 mars 2013  à Rio Rancho, Nouveau-Mexique. Il ne rencontra le succès qu'avec le titre Birmingham Bounce. Il n'en est pas moins un des précurseurs du rock 'n' roll.

## Biographie
Ce musicien blanc grandit à Birmingham où il baigna très tôt dans le boogie woogie. Au début des années 1940 il créa le groupe Happy Wilson's Golden River Boys, puis le sextette Hardrock Gunter & The Pebbles. C'est en 1949 qu'il écrivit le titre Birmingham Bounce, un boogie endiablé où il répétait souvent le mot « rockin' ». Il enregistra la chanson pour Bama Records. Celle-ci fut rapidement reprise par Red Foley chez Decca Records, qui la plaça en tête des ventes de musique country en mai 1950. Ce morceau fut également repris par Tex Williams, Pee Wee King, puis par Amos Milburn et Lionel Hampton.
Mais les titres suivant d'Hardrock Gunter ne se vendirent pas. Il enregistra tout d'abord en 1950 Gonna Dance All Night, un boogie encore plus frénétique que le précédent où il répétait sans cesse « We're Gonna rock and roll », puis Lonesome Blues. Il signa chez Decca en 1951 pour qui il enregistra notamment Boogie Woogie On Saturday Night et une reprise de Sixty Minute Man des Dominoes en duo avec Roberta Lee. En 1953, il travailla chez MGM et pour l'émission radiophonique Jamboree. Il sortit deux disques chez Sun Records en 1954 et 1956, et d'autres chez King, Emperor, Cross Country, Cullman ou Starday, sans plus de réussite. Dans les années 1960, il sortit un premier album, Songs They Censored In The Hills, puis un second en 1972 contenant des reprises d'Hank Williams, sous le nom de Rock Gunter. Il quitta ensuite le monde de la musique pour monter une société d'assurances. Il remonta sur scène dans le courant des années 1990, rencontrant plus de succès qu'il n'en avait jamais connu auparavant.